# Thiếu máu bất sản tủy
Thiếu máu bất sản tủy (tiếng Anh: Aplastic anaemia, mã ICD-10: D61.9 Suy tủy xương không đặc hiệu khác) là một bệnh lý huyết học thuộc hội chứng suy tủy xương (Bone marrow failure) đặc trưng bởi giảm sản xuất ba dòng tế bào máu (gồm hồng cầu, bạch cầu và tiểu cầu) kết hợp với tình trạng giảm số lượng tế bào tạo máu trong tủy xương. Nguyên nhân thiếu máu bất sản tủy khá đa dạng, nhưng phổ biến nhất là do nguyên nhân miễn dịch (bệnh lý tự miễn chiếm khoảng 70%). 

## Đặc điểm lâm sàng

### Triệu chứng lâm sàng
Phần lớn không xác định được rõ nguyên nhân và khởi phát bệnh. Tùy vào suy giảm loại dòng tế bào máu mà người bệnh có thể có những triệu chứng khác nhau. Nếu người bệnh suy giảm dòng hồng cầu thì sẽ có biểu hiện của hội chứng thiếu máu mạn tính (Chronic anaemia syndrome), suy giảm dòng bạch cầu hạt thì sẽ có biểu hiện của hội chứng suy giảm miễn dịch (Immunocompromise syndrome hay Immunodeficiency syndrome), suy giảm dòng tiểu cầu thì sẽ có biểu hiện của hội chứng xuất huyết (Haemorrhage syndrome).
- Hội chứng thiếu máu mạn tính: da xanh xao, chóng mặt, mệt mỏi, hồi hộp, khó thở, ù tai, chán ăn, niêm nhạt, v.v. Trong giai đoạn đầu, biểu hiện thiếu máu thường kín đáo, gan lách hạch không to.
- Hội chứng xuất huyết: người bệnh có đặc điểm của xuất huyết da niêm do giảm tiểu cầu như chấm xuất huyết, mảng bầm da, chảy máu mũi, chảy máu nướu răng, xuất huyết kết mạc mắt, xuất huyết võng mạc, rong kinh, rong huyết, xuất huyết tiêu hóa, xuất huyết não, v.v.
- Hội chứng suy giảm miễn dịch: người bệnh thường có biểu hiện sốt, tăng nguy cơ mắc các bệnh nhiễm trùng cơ hội (Opportunistic infection), bệnh lý ác tính hoặc tình trạng nhiễm khuẩn diễn tiến nặng (nhiễm khuẩn huyết, choáng nhiễm khuẩn) hơn so với người bình thường. Do vậy, kiểm soát và dự phòng nhiễm khuẩn được chú trọng ở người bệnh thiếu máu bất sản tủy.

### Cận lâm sàng
- Huyết đồ (Haemogram) hay công thức máu (Complete blood count, CBC) ghi nhận giảm từ hai dòng tế báo máu trở lên. Đối với dòng hồng cầu, người bệnh có kiểu hình thiếu máu đẳng sắc đẳng bào (tức chỉ số MCH, MCV hay MCHC thường bình thường) và hồng cầu lưới giảm, không đáp ứng tương xứng với tình trạng thiếu máu. Bạch cầu hạt (như bạch cầu đa nhân trung tính - NEU) giảm nổi trội, một số trường hợp tăng tỷ lệ lympho bào[2].
- Tủy đồ thể hiện hình ảnh mật độ tế bào tủy giảm ở nhiều mức độ khác nhau, từ giảm sinh nhẹ đến rất nặng, đến mức tủy rất thưa thớt tế bào và được thay thế bởi mô mỡ (tế bào mỡ không bắt thuốc nhuộm).Hình ảnh mô bệnh học từ mẫu tủy cho thấy giảm mật độ tế bào tủy xương (thay thế bởi mô mỡ) ở người bệnh thiếu máu bất sản tủy

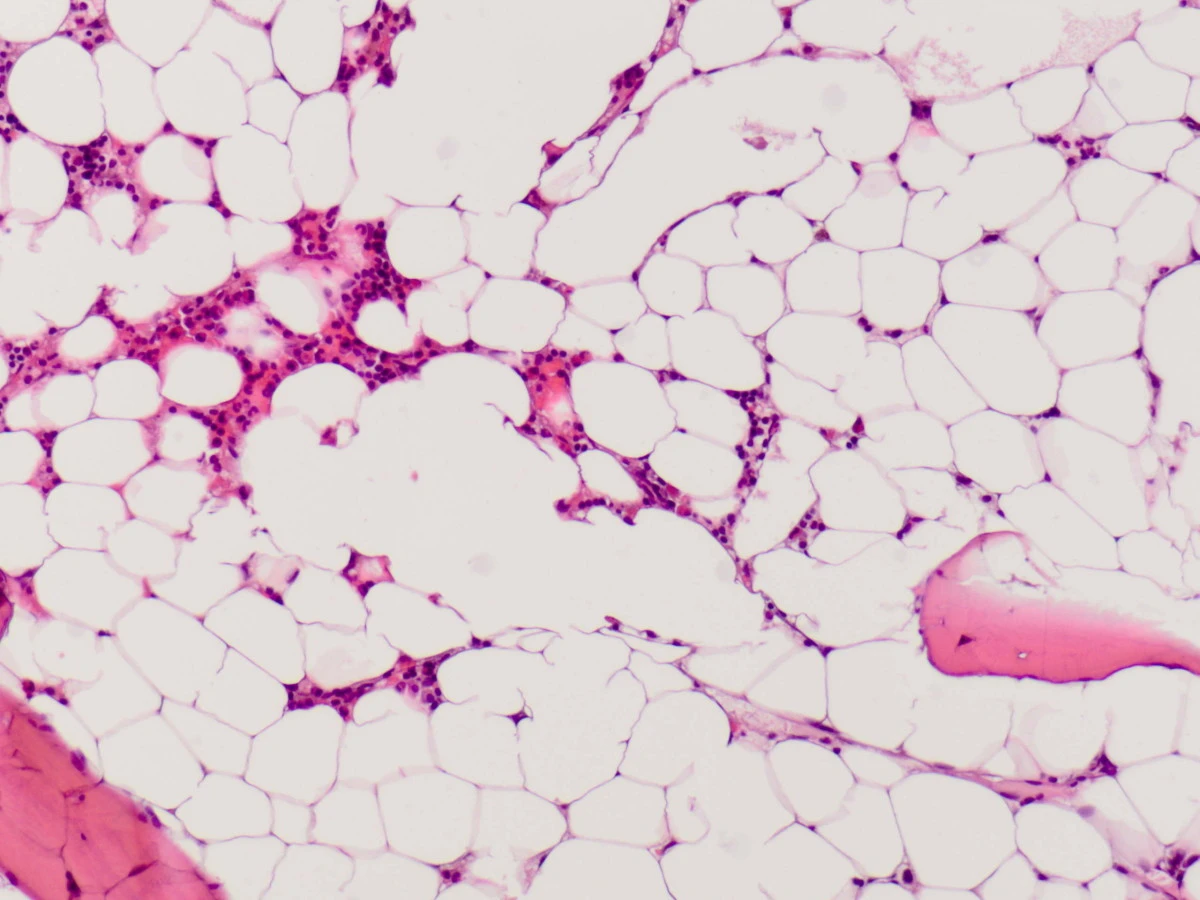
Hình ảnh mô bệnh học từ mẫu tủy cho thấy giảm mật độ tế bào tủy xương (thay thế bởi mô mỡ) ở người bệnh thiếu máu bất sản tủy

- Sinh thiết tủy là cận lâm sàng xâm lấn bắt buộc ở người bệnh suy tủy xương. Sinh thiết tủy xương cung cấp hình ảnh tế bào học và hình thái tủy xương, là tiêu chuẩn vàng (gold standard) giúp xác định bệnh[3]. Đặc điểm sinh thiết tủy xương: tủy đỏ (tế bào tủy) suy giảm (<25%) và bị thay thế bởi mô mỡ, mô liên kết; không ghi nhận tình trạng xơ hóa tủy (nhuộm reticulin âm tính) và xuất hiện tế bào ác tính. Tuy nhiên, một số trường hợp tủy đồ và sinh thiết tủy ghi nhận kết quả bình thường do mẫu mô thu thập là ổ tủy còn hoạt động tạo máu (hot spot).

## Chẩn đoán

### Xác định và phân biệt
Thiếu máu bất sản tủy thường được xác định dựa trên tiêu chuẩn kinh điển do Nghiên cứu quốc tế về thiếu máu bất sản tủy và giảm bạch cầu hạt (International Agranulocytosis and Aplastic anemia study) đề xuất vào năm 1987, trong đó thiếu máu bất sản tủy được xác định khi máu ngoại vi giảm từ 2 dòng tế bào trở lên (nồng độ hemoglobin < 10g/dL, số lượng bạch cầu đa nhân trung tính dưới 1,5×109 tế bào/L, số lượng tiểu cầu dưới 50×109 tế bào/L) kết hợp kết quả sinh thiết tủy xương cho thấy mật độ tế bào tủy xương dưới 25% mà không kèm xơ hóa tủy hay xuất hiện tế bào ác tính.
Thiếu máu bất sản tủy cần phân biệt với một số bệnh lý sau: giảm tiểu cầu miễn dịch (Immune thrombocytopenia, ITP), thiếu máu tán huyết (như thalassemia, thiếu máu tán huyết miễn dịch, thiếu men G6PD, v.v.), bạch cầu cấp (lơ-xê-mi cấp), hội chứng loạn sinh tủy (Myelodysplastic syndrome), cường lách, v.v.

### Phân độ
Mức độ nặng của thiếu máu bất sản tủy được xếp hạng theo phân loại Camitta:
| Mức độ                  | Tiêu chí xác định |
| ----------------------- | --- |
| Nặng (Severe)           | Mật độ tế bào tủy < 25% kèm tối thiểu hai tiêu chí sau: - Số lượng bạch cầu đa nhân trung tính < 0.5×109/L. - Số lượng tiểu cầu < 20×109/L - Số lượng hồng cầu lưới (reticulocyte) < 60×109/L (sử dụng công cụ đếm hồng cầu lưới tự động) |
| Rất nặng (Very severe)  | Tương tự như thiếu máu bẩn sản tủy mức độ nặng nhưng số lượng bạch cầu đa nhân trung tính < 0.2×109/L |
| Không nặng (Non severe) | Không thỏa mãn điều kiện xếp mức độ nặng và rất nặng |